# 엔티사르 타워
엔티사르 타워는 메이단 시티 중심에 지어질 예정이었던 마천루이다. 혼합용으로 사용되며 111개의 층으로 구성될 예정이었다.
제안 부서와 개발사의 지불 분쟁으로 공사가 중단 되었고 최종적으로 취소된 이후, 현재 부르즈 아지지가 해당 부지에 2024년 1월 착공해 2030년 완공예정이다.